# Bonneveau
Bonneveau est une commune française située dans le département de Loir-et-Cher en région Centre-Val de Loire. Ses habitants s'appelaient les Bonnevatiers et Bonnevatières, aujourd'hui ils s'appellent Bonnevaliers et Bonnevalières.
Localisée au nord du département, la commune fait partie de la petite région agricole « le Perche vendômois », région naturelle accidentée composée de  vallons, de plateaux, de collines, de crêtes et de vallées.
L'occupation des sols est marquée par l'importance des espaces agricoles et naturels qui occupent la quasi-totalité du territoire communal. Aucun espace naturel présentant un intérêt patrimonial n'est toutefois recensé sur la commune dans l'inventaire national du patrimoine naturel. En 2010, l'orientation technico-économique de l'agriculture sur la commune est la culture des céréales et des oléoprotéagineux. À l'instar du département qui a vu disparaître le quart de ses exploitations en dix ans, le nombre d'exploitations agricoles a fortement diminué, passant de 25 en 1988, à 9 en 2000, puis à 7 en 2010.
Le patrimoine architectural de la commune comprend deux bâtiments portés à l'inventaire des monuments historiques : l'église Saint-Jean-Baptiste de Bonneveau, classée en 1961 et inscrite en 2008, et le château de Matval, inscrit en 1971 puis en 2009.

## Géographie

### Localisation et communes limitrophes
La commune de Bonneveau se trouve au nord du département de Loir-et-Cher, dans la petite région agricole du Perche vendômois,. À vol d'oiseau, elle se situe à 49,9 km  de Blois, préfecture du département, à 23,8 km de Vendôme, sous-préfecture, et à 8,6 km de Savigny-sur-Braye, chef-lieu du canton du Perche dont dépend la commune depuis 2015. La commune fait en outre partie du bassin de vie de Saint-Calais.
Les communes les plus proches sont : 
Bessé-sur-Braye (2,5 km)(72), Cellé (3,4 km), Lavenay (4,3 km)(72), La Chapelle-Huon (4,9 km)(72), Sougé (5 km), Troo (5,1 km), Saint-Jacques-des-Guérets (5,3 km), La Chapelle-Gaugain (5,4 km)(72) et Fontaine-les-Coteaux (6,1 km).
La commune se situe dans la région naturelle du Perche vendômois.
| Bessé-sur-Braye Sarthe |           | Cellé |
|                        | Benneveau |       |
| Sougé                  |           | Troo  |

### Hydrographie

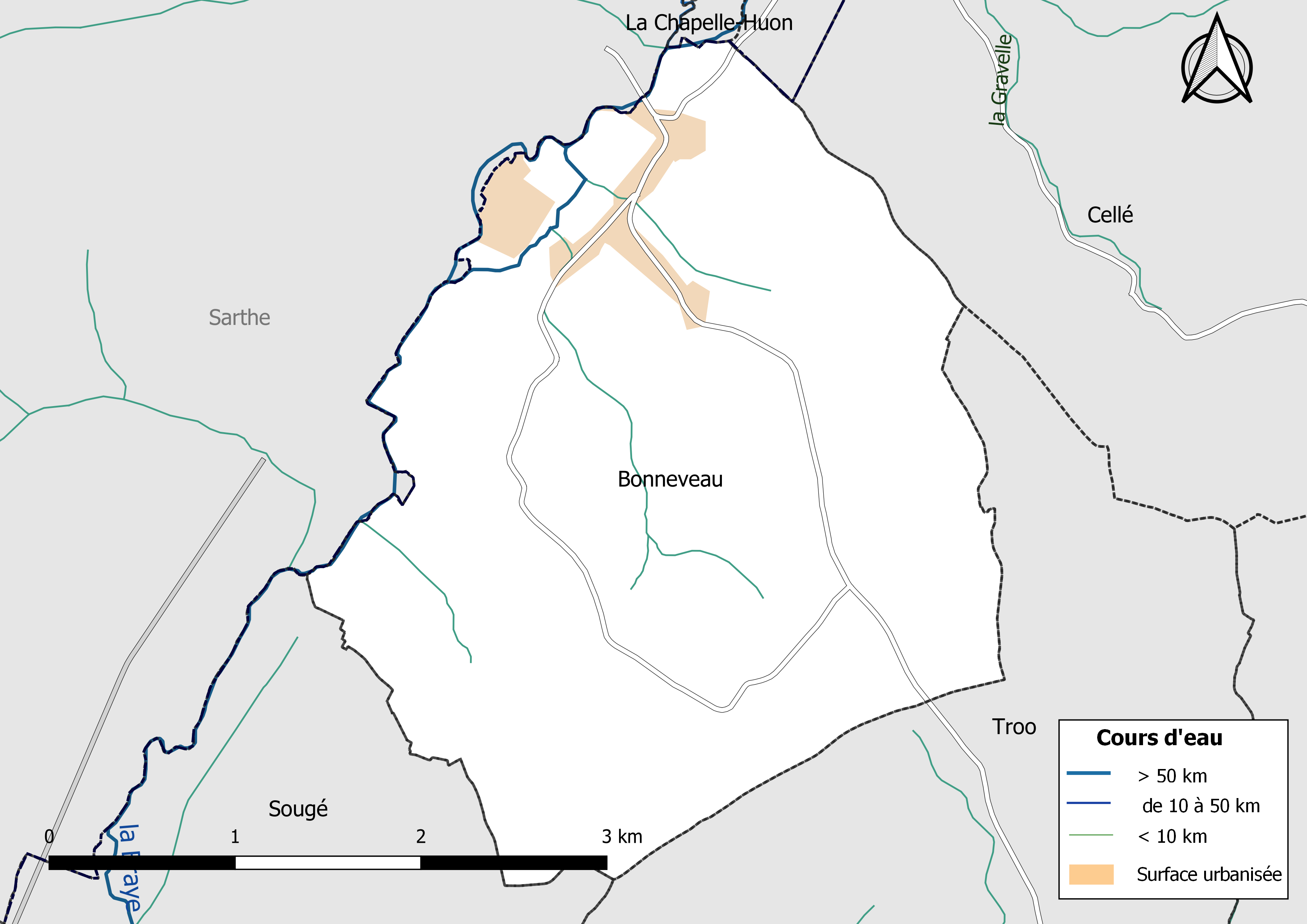
Réseau hydrographique de Bonneveau.

La commune est drainée par la Braye (4,006 km), l'Anillé et par divers petits cours d'eau, constituant un réseau hydrographique de 10,53 km de longueur totale.
La Braye, d'une longueur totale de 75,1 km, prend sa source dans la commune de Ceton et se jette  dans le Loir à Vallée-de-Ronsard, après avoir traversé 24 communes. 
Sur le plan piscicole, ce cours d'eau est classé en deuxième catégorie, où le peuplement piscicole dominant est constitué de poissons blancs (cyprinidés) et de carnassiers (brochet, sandre et perche).

### Climat
Pour des articles plus généraux, voir Climat du Centre-Val de Loire et Climat de Loir-et-Cher.
En 2010, le climat de la commune est de type climat océanique dégradé des plaines du Centre et du Nord, selon une étude du CNRS s'appuyant sur une série de données couvrant la période 1971-2000. En 2020, Météo-France publie une typologie des climats de la France métropolitaine dans laquelle la commune est exposée à un climat océanique altéré et est dans la région climatique Moyenne vallée de la Loire, caractérisée par une bonne insolation (1 850 h/an) et un été peu pluvieux.
Pour la période 1971-2000, la température annuelle moyenne est de 10,7 °C, avec une amplitude thermique annuelle de 14 °C. Le cumul annuel moyen de précipitations est de 748 mm, avec 11,7 jours de précipitations en janvier et 7,3 jours en juillet. Pour la période 1991-2020, la température moyenne annuelle observée sur la station météorologique de Météo-France la plus proche, sur la commune de Saint-Laurent-en-Gâtines à 25 km à vol d'oiseau, est de 11,6 °C et le cumul annuel moyen de précipitations est de 769,1 mm,. Pour l'avenir, les paramètres climatiques de la commune estimés pour 2050 selon différents scénarios d'émission de gaz à effet de serre sont consultables sur un site dédié publié par Météo-France en novembre 2022.

### Milieux naturels et biodiversité
Aucun espace naturel présentant un intérêt patrimonial n'est recensé sur la commune dans l'inventaire national du patrimoine naturel,,.
6
La_Fert%C3%A9-Imbault
La_Fert%C3%A9-Saint-Cyr
Fontaines-en-Sologne
Fontaine-les-Coteaux
Fontaine-Raoul
La_Fontenelle_(Loir-et-Cher)
Fortan
Foss%C3%A9_(Loir-et-Cher)
Fran%C3%A7ay
Fresnes_(Loir-et-Cher)
Fr%C3%A9teval
Le_Gault-du-Perche
Gi%C3%A8vres
Gombergean
Gy-en-Sologne
Les_Hayes

## Urbanisme

### Typologie
Au 1er janvier 2024, Bonneveau est catégorisée commune rurale à habitat dispersé, selon la nouvelle grille communale de densité à sept niveaux définie par l'Insee en 2022.
Elle appartient à l'unité urbaine de Bessé-sur-Braye, une agglomération inter-régionale regroupant deux  communes, dont elle est une commune de la banlieue,,. La commune est en outre hors attraction des villes,.

### Occupation des sols
L'occupation des sols est marquée par l'importance des espaces agricoles et naturels (96,8 %). La répartition détaillée ressortant de la base de données européenne d'occupation biophysique des sols Corine Land Cover millésimée 2012 est la suivante : 
terres arables (11,6 %), 
cultures permanentes (0,6 %), 
zones agricoles hétérogènes (15,4 %), 
prairies (3,5 %), 
forêts (65,2 %), 
milieux à végétation arbustive ou herbacée (0,7 %), 
zones urbanisées (1 %), 
espaces verts artificialisés non agricoles (0,5 %), 
zones industrielles et commerciales et réseaux de communication (1,7 %), 
eaux continentales (0,5 %).

### Planification
La loi SRU du 13 décembre 2000 a incité fortement les communes à se regrouper au sein d'un établissement public, pour déterminer les partis d'aménagement de l'espace au sein d'un SCoT, un document essentiel d'orientation stratégique des politiques publiques à une grande échelle. La commune est dans le territoire du  SCOT des Territoires du Grand Vendômois, approuvé en 2006 et dont la révision a été prescrite en 2017, pour tenir compte de l'élargissement de périmètre,.
En matière de planification, la commune disposait en 2017 d'une carte communale approuvée.

### Habitat et logement
Le tableau ci-dessous présente la typologie des logements à Bonneveau en 2016 en comparaison avec celle du Loir-et-Cher et de la France entière. Une caractéristique marquante du parc de logements est ainsi une proportion de résidences secondaires et logements occasionnels (13,2 %) inférieure à celle du département (18 %) mais supérieure à celle de la France entière (9,6 %). Concernant le statut d'occupation de ces logements, 82,9 % des habitants de la commune sont propriétaires de leur logement (82,9 % en 2011), contre 68,1 % pour le Loir-et-Cher et 57,6 pour la France entière.
|                                                         | Bonneveau | Loir-et-Cher | France entière |
| ------------------------------------------------------- | --------- | ------------ | -------------- |
| Résidences principales (en %)                           | 76,6      | 74,5         | 82,3           |
| Résidences secondaires et logements occasionnels (en %) | 13,2      | 18           | 9,6            |
| Logements vacants (en %)                                | 10,2      | 7,5          | 8,1            |

### Risques majeurs
Le territoire communal de Bonneveau est vulnérable à différents aléas naturels : inondations (par débordement de la Braye ou par ruissellement), climatiques (hiver exceptionnel ou canicule), mouvements de terrains ou sismique (sismicité très faible).
Il est également exposé à un risque technologique :  le transport de matières dangereuses,.

#### Risques naturels

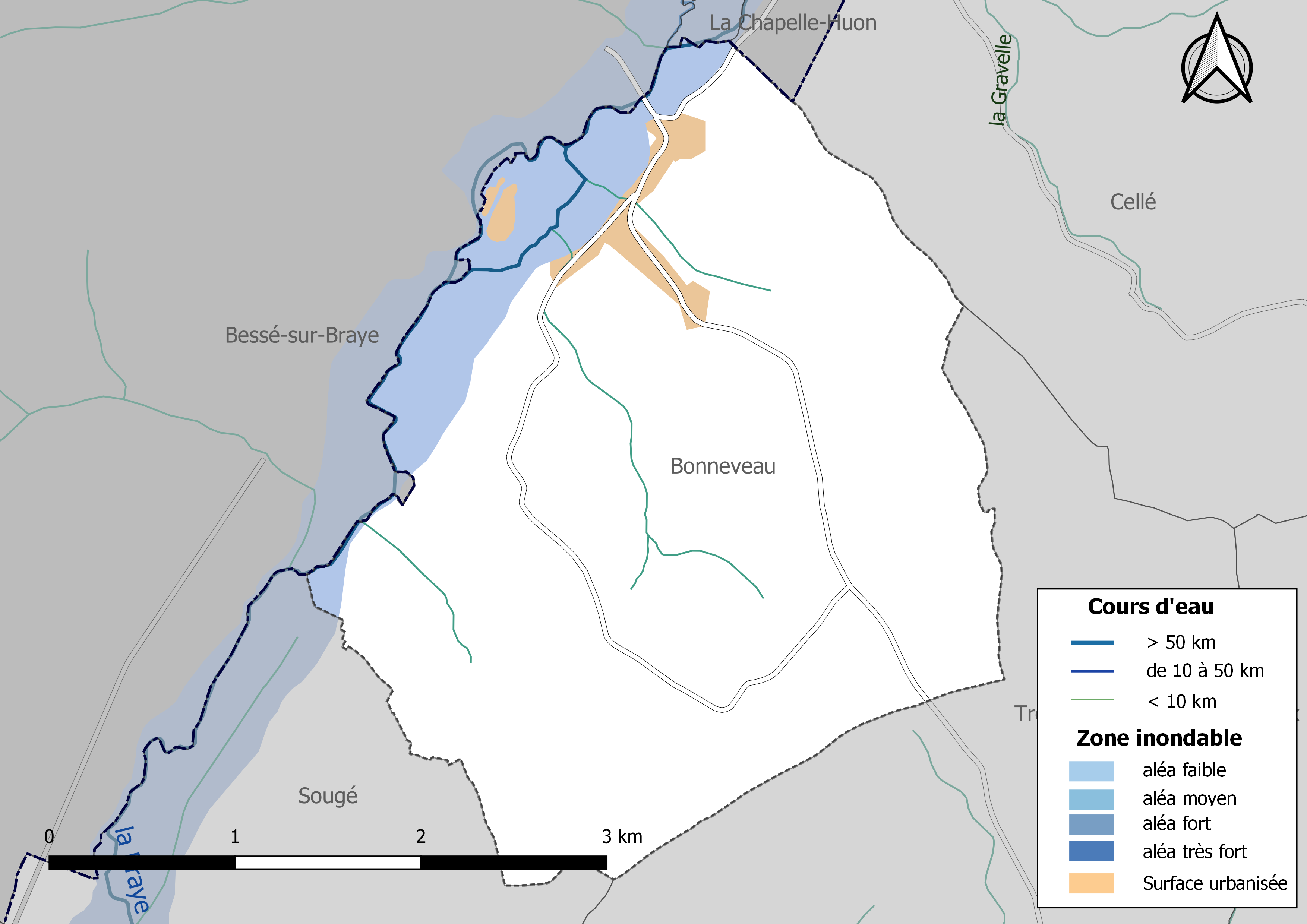
Zones inondables de la commune de Bonneveau.

Les mouvements de terrains susceptibles de se produire sur la commune sont soit liés au retrait-gonflement des argiles, soit des chutes de blocs, soit des glissements de terrains, soit des effondrements liés à des cavités souterraines. Le phénomène de retrait-gonflement des argiles est la conséquence d'un changement d'humidité des sols argileux. Les argiles sont capables de fixer l'eau disponible mais aussi de la perdre en se rétractant en cas de sécheresse. Ce phénomène peut provoquer des dégâts très importants sur les constructions (fissures, déformations des ouvertures) pouvant rendre inhabitables certains locaux. La carte de zonage de cet aléa peut être consultée sur le site de l'observatoire national des risques naturels Georisques. Une autre carte permet de prendre connaissance des cavités souterraines localisées sur la commune.
L'inventaire des crues historiques en France établi par Maurice Campion en 1864 ne mentionne pas la Braye. L'atlas des zones inondables de la Braye élaboré en mai 2007 s'est donc appuyé sur les relevés hydrométriques existants depuis la mise en place d'échelles de crues. Le débit de la crue de référence varie ainsi entre 140 et 320 m3/s selon les sections.

#### Risques technologiques
Le risque de transport de marchandises dangereuses sur la commune est lié à sa traversée par une canalisation de transport de gaz. Un accident se produisant sur une telle infrastructure est en effet susceptible d'avoir des effets graves au bâti ou aux personnes jusqu'à 350 m, selon la nature du matériau transporté. Des dispositions d'urbanisme peuvent être préconisées en conséquence.

## Toponymie
Les noms de Matval, Matovallum, Matvallis, et Bona Vallis seraient d'origine celtique.[réf. nécessaire]
Le nom de chaque lieu dit émane de son utilité ou ses habitants. Par exemple, les Planches toujours d'actualité, étaient nécessaires pour traverser le ruisseau. La Barazerie ou Harazerie, évoquaient les haras. La Pouletterie datant de la fin du 19e siècle, pour vous surprendre était un lieu où le propriétaire avait tenté de fabriquer des couveuses artificielles.[réf. nécessaire]

## Histoire
Matval ou Bonneveau.
Comme le dit l'Abbé Martin au début du 20e siècle, sa production consiste en blés, vins et foins, pommiers, poiriers, noyers, pruniers, cerisiers, cognassiers, cormiers etc.
Les Mérovingiens et Carolingiens ont séjourné à Bonnevau.
Le château de la Godelinière daterait du début du 15e siècle. Celui de la Massuère serait plus jeune de 100 ans.
César a évoqué dans bien des villages, comme à Bonnevau, les rochers dans lesquels les cavernes  étaient habitées. Les souterrains du château de l'ancien château sont des galeries parallèles, larges et élevées.
Les autres souterrains avaient de nombreuses ramifications qui les menaient à l'église. Entre autres affaissements, en 1842, l'un s'est produit dans la sacristie.
Matval et les romains.
Pour reprendre les paroles de l'abbé Martin, l'étendue de ce territoire fut donné en partie, vers 240, comme récompense à Gajanus, un seigneur romain qui permit la construction d'églises.
Matval devint chef-lieu que Clovis agrandit de la source du ruisseau de Coulonges jusqu'à la rivière " la Braye", à Souge.
À sa mort, Childebert, son fils, hérita, entre autres domaines, de celui de Matval. Vers 524, Childebert s'installe à Matval avec la reine Ultrogothe, sa nouvelle épouse espagnole.
Après des heurts, une charte d'environ du 13 galendes de février, la IVe année de son règne fut signée par, entre autres, l'évêque du Mans, par le délégué roi Wilbrich et par cinq comtes et un vicomte. C'était, dit l'abbé Martin, la cour du roi rassemblée à Bonnevau auprès de Childebert.
Les romains
Les mérovingiens
Dans chaque grand domaine, il y avait un officier monétaire.
Frappe de monnaie à Bonnevau
Des pièces en or ou trien, pour respecter le langage de l'abbé martin et celui de Incendie de la godelinière.l'époque, de l'époque mérovingienne ont été retrouvées dans différents coins de France. En Vendée, sous le nom significatif de Matoval.
Les Carolingiens.
L'abbé Voisin livra bataille à Matval, à ses fils révoltés de jalousie par la préférence de leur père pour un garçon issu du mariage avec Judith, la fille du comte de Bavière. Ce fut le dernier roi à habiter Bonnevau.
Dans toutes les provinces, l'excès du mal produisit une révolution. Ces luttes qui prirent de l'ampleur et les mystères menèrent à la reconnaissance de deux familles, celle des ducs de France et des comtes d'Anjou.
Après Charles le Chauve, Robert devint la source des capétiens. Puis, son beau-fils Hugues lui succéda, puis ses deux frères, Eudes et Robert.
Depuis cette époque, malgré sa notoriété, l'histoire ne parle plus de Matval. Sa célébrité, malgré tout, au Moyen-Âge comme aux temps modernes sera conservée.
Puis, les années passant, l'histoire, les évènements et les prêtres continueront à faire vivre et bouger ce territoire jusqu'en 1814.
Bonneval sur Braye et le manoir féodal
Après tous ces combats et bouleversements et destructions, les habitants réfugiés et vécurent dans les carrières du voisinage comme à Trôo ou Troü pour les Anglais.
Les Scandinaves renversèrent les villas royales. Il reste aujourd'hui, des débris de châteaux féodaux restent visibles. le château de Matval, on ne peut douter, date du Moyen Âge.
Au XIVe et XVe siècles, l'ancien manoir fut remplacé par un nouveau château. Seule la tour fut conservée.
Une villa gallo-romaine devait être placée à l'extrémité d'une plaine, au sommet d'où la vue s'étendait. Les coteaux fertiles, les voies de communication et les cours d'eau semblaient indispensables. La villa de Bonnevau avait tous ces avantages.
Les seigneurs de la châtellerie de Bonneveau furent nombreux aussi bien que les usufruitiers. Les comtes et ducs de Vendôme furent propriétaires mais n'hésitèrent pas à distribuer leur possession à titre précaire.
Le Prochassy de Bonnevvau, maisons, caves, cour contenait trois arpents. Le lieu-dit actuel, Porchassy et, ou Pourchassy serait bien le lieu dont il est question.
Le fief de la Godelinière aurait appartenu à Jacques Godelin.
La cure de Bonnevau relevait de la châtellerie d'après l'aveu de Jean Bâtard de Bourbon.
Église de Bonnevau
La première église fut sans doute dépendante de la villa de Gajanus.
Les mérovingiens et carolingiens embellir cet oratoire. Agrandie, elle fut détruite par les Normands et reconstruite les comtes de Vendôme vers la fin du XIe siècle.
Au XIIe siècle, elle est remarquable par ses peintures murales. Les stalles du chœur furent agrandies en 1792.
En 1845, une restauration importante fut effectuée par la commune. En 1853, trois contreforts sud furent construits pour une éventuelle inclinaison du côté du cimetière.
En 1894, la pose d'un vitrail sur la façade principale, lustres et autres ornements s'embellir.
Jusqu'en 1892, le cimetière, comme presque partout, entourait l'église.
Vers 1820, acheta un nouveau terrain, à une centaine de mètres sur la route de Tröo, pour y établir un nouveau cimetière.
L'ancien et le nouveau presbytère.
En 1793, à l'est de l'abside, c'était une maison à étage, à grands toits. Après la Révolution, elle passa dans différentes mains.
Une autre fut construite sur un terrain donné par la famille de Montesquiou. Petite et en mauvais état, elle fut restaurée, embellie et agrandie en 1869.
Poème dédié au paysage
"J'aime à rêver près de ton onde,
Braye, dont les flots silencieux
Semblent dire aux heureux du monde:
Le bonheur est dans ces lieux.
Le nénuphar, d'étoiles jaunes,
Constelle l'émail de tes eaux,
Où se mire, parmi les aulnes,
La blanche aigrette des roseaux.
Je vous aime, ô belles prairies
Où j'ai goûté tant de plaisir;
Riants coteaux, rives fleuries,
de vous, j'aime à me souvenir !"
P.H.

## Politique et administration

### Découpage territorial
La commune de Bonneveau est membre de la Communauté d'agglomération Territoires Vendômois, un établissement public de coopération intercommunale (EPCI) à fiscalité propre créé le 1er janvier 2017.
Elle est rattachée sur le plan administratif à l'arrondissement de Vendôme, au département de Loir-et-Cher et à la région Centre-Val de Loire, en tant que circonscriptions administratives. Sur le plan électoral, elle est rattachée au canton du Perche depuis 2015 pour l'élection des conseillers départementaux et à la troisième circonscription de Loir-et-Cher pour les élections législatives.

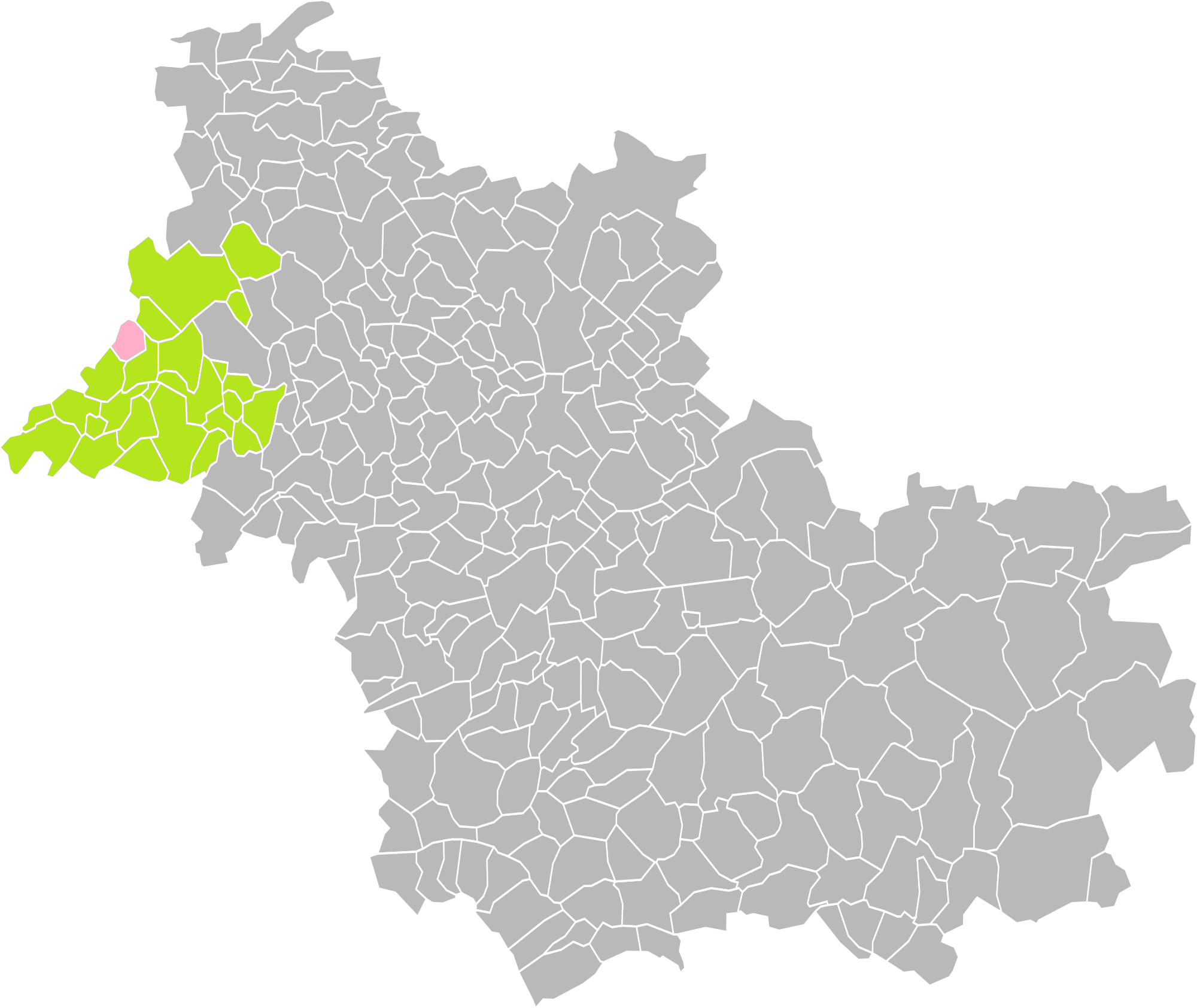
Bonneveau dans l'intercommunalité en 2016.
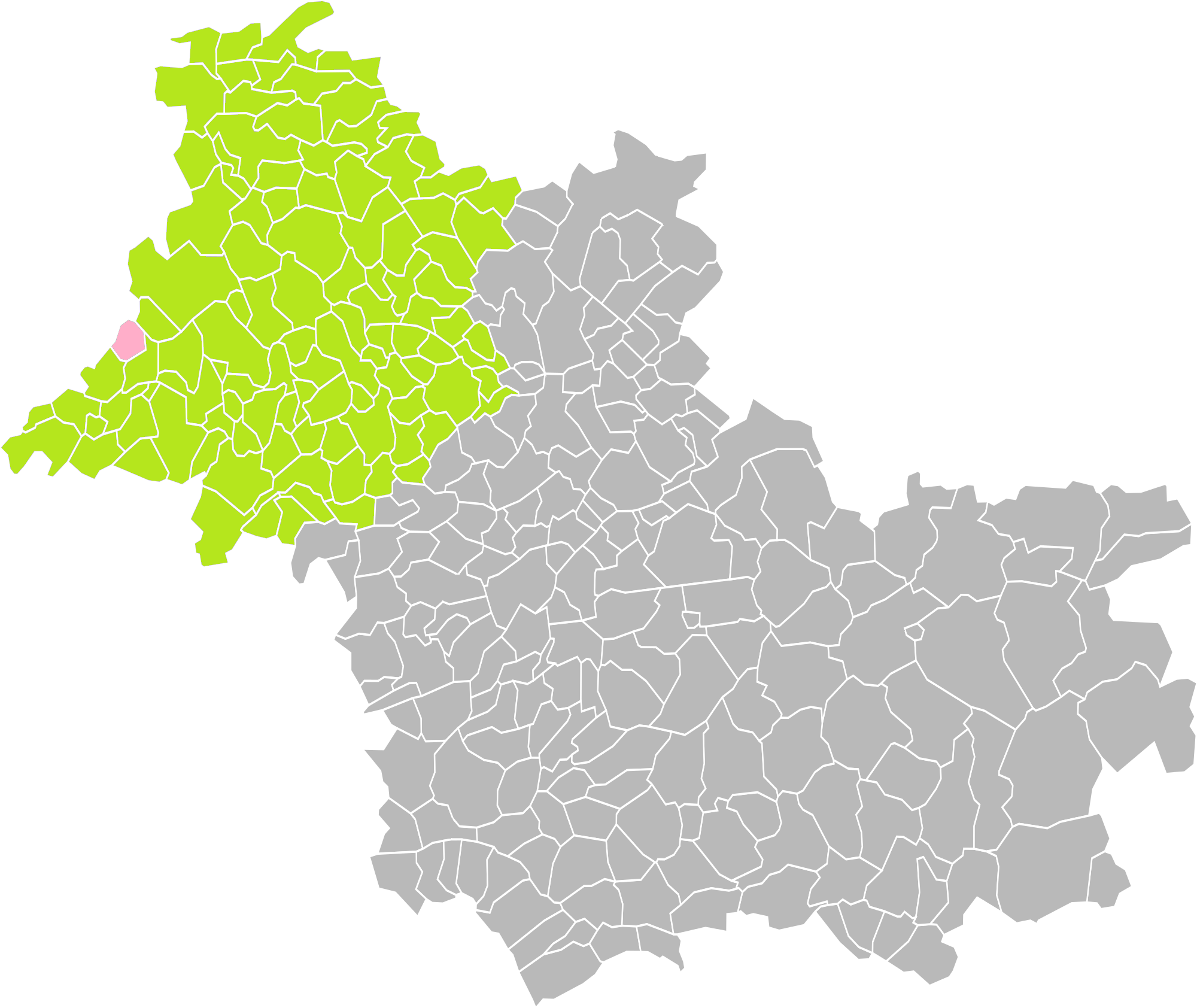
Bonneveau dans l'arrondissement de Vendôme en 2016.
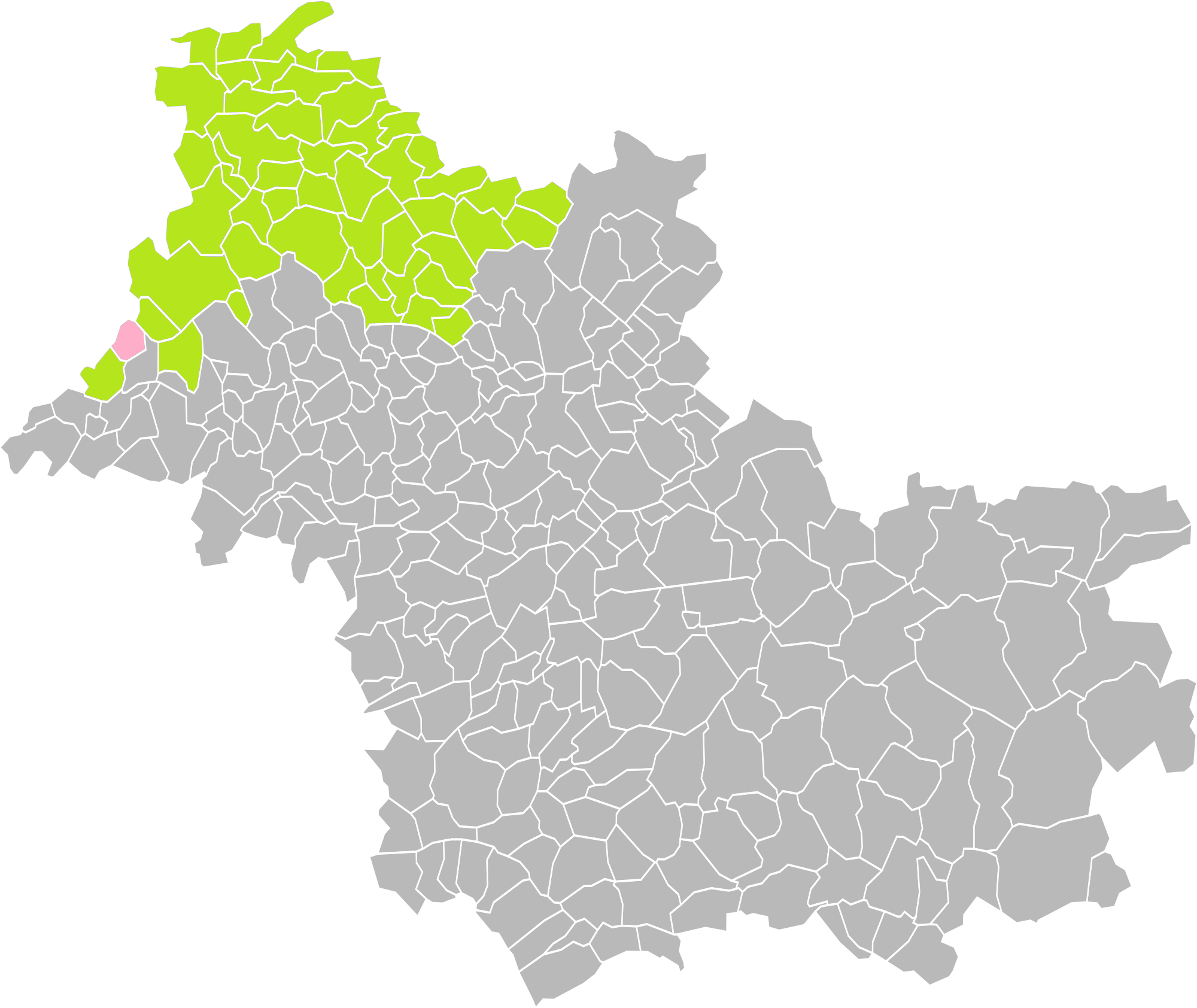
Bonneveau dans le canton du Perche en 2016.

### Politique et administration municipale

#### Conseil municipal et maire
Le conseil municipal de Bonneveau, commune de moins de 1 000 habitants, est élu au scrutin majoritaire plurinominal avec listes ouvertes et panachage. Compte tenu de la population communale, le nombre de sièges au conseil municipal est de 11. Le maire, à la fois agent de l'État et exécutif de la commune en tant que collectivité territoriale, est élu par le conseil municipal au scrutin secret lors de la première réunion du conseil suivant les élections municipales, pour un mandat de six ans, c'est-à-dire pour la durée du mandat du conseil.

## Population et société

### Démographie

#### Évolution démographique
L'évolution du nombre d'habitants est connue à travers les recensements de la population effectués dans la commune depuis 1793. Pour les communes de moins de 10 000 habitants, une enquête de recensement portant sur toute la population est réalisée tous les cinq ans, les populations de référence des années intermédiaires étant quant à elles estimées par interpolation ou extrapolation. Pour la commune, le premier recensement exhaustif entrant dans le cadre du nouveau dispositif a été réalisé en 2008.

En 2022, la commune comptait 455 habitants, en évolution de −3,81 % par rapport à 2016 (Loir-et-Cher : −1,15 %, France hors Mayotte : +2,11 %).
| 1793 | 1800 | 1806 | 1821 | 1831 | 1836 | 1841 | 1846 | 1851 |
| ---- | ---- | ---- | ---- | ---- | ---- | ---- | ---- | ---- |
| 448  | 456  | 543  | 527  | 561  | 638  | 545  | 667  | 596  |

| 1856 | 1861 | 1866 | 1872 | 1876 | 1881 | 1886 | 1891 | 1896 |
| ---- | ---- | ---- | ---- | ---- | ---- | ---- | ---- | ---- |
| 605  | 575  | 559  | 530  | 525  | 505  | 497  | 466  | 426  |

| 1901 | 1906 | 1911 | 1921 | 1926 | 1931 | 1936 | 1946 | 1954 |
| ---- | ---- | ---- | ---- | ---- | ---- | ---- | ---- | ---- |
| 451  | 447  | 440  | 386  | 380  | 389  | 395  | 361  | 385  |

| 1962 | 1968 | 1975 | 1982 | 1990 | 1999 | 2006 | 2008 | 2013 |
| ---- | ---- | ---- | ---- | ---- | ---- | ---- | ---- | ---- |
| 391  | 387  | 352  | 486  | 519  | 466  | 500  | 510  | 490  |

| 2018 | 2022 | - | - | - | - | - | - | - |
| ---- | ---- | - | - | - | - | - | - | - |
| 461  | 455  | - | - | - | - | - | - | - |

#### Pyramide des âges
La population de la commune est relativement âgée.
En 2018, le taux de personnes d'un âge inférieur à 30 ans s'élève à 25,2 %, soit en dessous de la moyenne départementale (31,3 %). À l'inverse, le taux de personnes d'âge supérieur à 60 ans est de 36,0 % la même année, alors qu'il est de 31,6 % au niveau départemental.
En 2018, la commune comptait 229 hommes pour 232 femmes, soit un taux de 50,33 % de femmes, légèrement inférieur au taux départemental (51,45 %).
Les pyramides des âges de la commune et du département s'établissent comme suit.
| Hommes | Classe d’âge | Femmes |
| ------ | ------------ | ------ |
| 1,3    | 90 ou +      | 1,3    |
| 7,0    | 75-89 ans    | 8,2    |
| 26,2   | 60-74 ans    | 28,0   |
| 24,9   | 45-59 ans    | 25,0   |
| 14,0   | 30-44 ans    | 13,8   |
| 10,0   | 15-29 ans    | 10,3   |
| 16,6   | 0-14 ans     | 13,4   |

| Hommes | Classe d’âge | Femmes |
| ------ | ------------ | ------ |
| 1,1    | 90 ou +      | 2,6    |
| 9,2    | 75-89 ans    | 11,9   |
| 19,7   | 60-74 ans    | 20,4   |
| 20,7   | 45-59 ans    | 20     |
| 16,5   | 30-44 ans    | 16,2   |
| 15,2   | 15-29 ans    | 13,2   |
| 17,6   | 0-14 ans     | 15,7   |

## Économie

### Secteurs d'activité
Le tableau ci-dessous détaille le nombre d'entreprises implantées à Bonneveau selon leur secteur d'activité et le nombre de leurs salariés :
|                                                              | total | % com (% dep) | 0 salarié | 1 à 9 salarié(s) | 10 à 19 salariés | 20 à 49 salariés | 50 salariés ou plus |
| ------------------------------------------------------------ | ----- | ------------- | --------- | ---------------- | ---------------- | ---------------- | ------------------- |
| Ensemble                                                     | 35    | 100,0 (100)   | 28        | 7                | 0                | 0                | 0                   |
| Agriculture, sylviculture et pêche                           | 11    | 31,4 (11,8)   | 7         | 4                | 0                | 0                | 0                   |
| Industrie                                                    | 4     | 11,4 (6,5)    | 3         | 1                | 0                | 0                | 0                   |
| Construction                                                 | 5     | 14,3 (10,3)   | 4         | 1                | 0                | 0                | 0                   |
| Commerce, transports, services divers                        | 14    | 40,0 (57,9)   | 14        | 0                | 0                | 0                | 0                   |
| dont commerce et réparation automobile                       | 6     | 17,1 (17,5)   | 6         | 0                | 0                | 0                | 0                   |
| Administration publique, enseignement, santé, action sociale | 1     | 2,9 (13,5)    | 0         | 1                | 0                | 0                | 0                   |
| Champ : ensemble des activités.                              |       |               |           |                  |                  |                  |                     |

Le secteur du commerce, transports et services divers est prépondérant sur la commune (14 entreprises sur 35) néanmoins le secteur agricole reste important puisqu'en proportions (31,4 %), il est plus important qu'au niveau départemental (11,8 %). 
Sur les 35 entreprises implantées à Bonneveau en 2016, 28 ne font appel à aucun salarié et 7 comptent 1 à 9 salariés.
Au 1er juillet 2017, la commune est classée en zone de revitalisation rurale (ZRR), un dispositif visant à aider le développement des territoires ruraux principalement à travers des mesures fiscales et sociales. Des mesures spécifiques en faveur du développement économique s'y appliquent également.

### Agriculture
En 2010, l'orientation technico-économique de l'agriculture sur la commune est la polyculture et le polyélevage. Le département a perdu près d'un quart de ses exploitations en 10 ans, entre 2000 et 2010 (c'est le département de la région Centre-Val de Loire qui en compte le moins). Cette tendance se retrouve également au niveau de la commune où le nombre d'exploitations est passé de 22 en 1988 à 12 en 2000 puis à 9 en 2010. Parallèlement, la taille de ces exploitations augmente, passant de 49 ha en 1988 à 109 ha en 2010. 
Le tableau ci-dessous présente les principales caractéristiques des exploitations agricoles de Bonneveau, observées sur une période de 22 ans : 
|                                      | 1988                 | 2000                 | 2010                 |
| Dimension économique                 | Dimension économique | Dimension économique | Dimension économique |
| ------------------------------------ | -------------------- | -------------------- | -------------------- |
| Nombre d'exploitations (u)           | 22                   | 12                   | 9                    |
| Travail (UTA)                        | 25                   | 18                   | 13                   |
| Surface agricole utilisée (ha)       | 1 073                | 1 085                | 979                  |
| Cultures                             |                      |                      |                      |
| Terres labourables (ha)              | 991                  | 1 065                | 953                  |
| Céréales (ha)                        | 617                  | 593                  | 559                  |
| dont blé tendre (ha)                 | 460                  | 442                  | 419                  |
| dont maïs-grain et maïs-semence (ha) | 45                   | 21                   | s                    |
| Tournesol (ha)                       | 60                   |                      |                      |
| Colza et navette (ha)                | 34                   | s                    | 189                  |
| Élevage                              |                      |                      |                      |
| Cheptel (UGBTA)                      | 491                  | 331                  | 277                  |

#### Produits labellisés

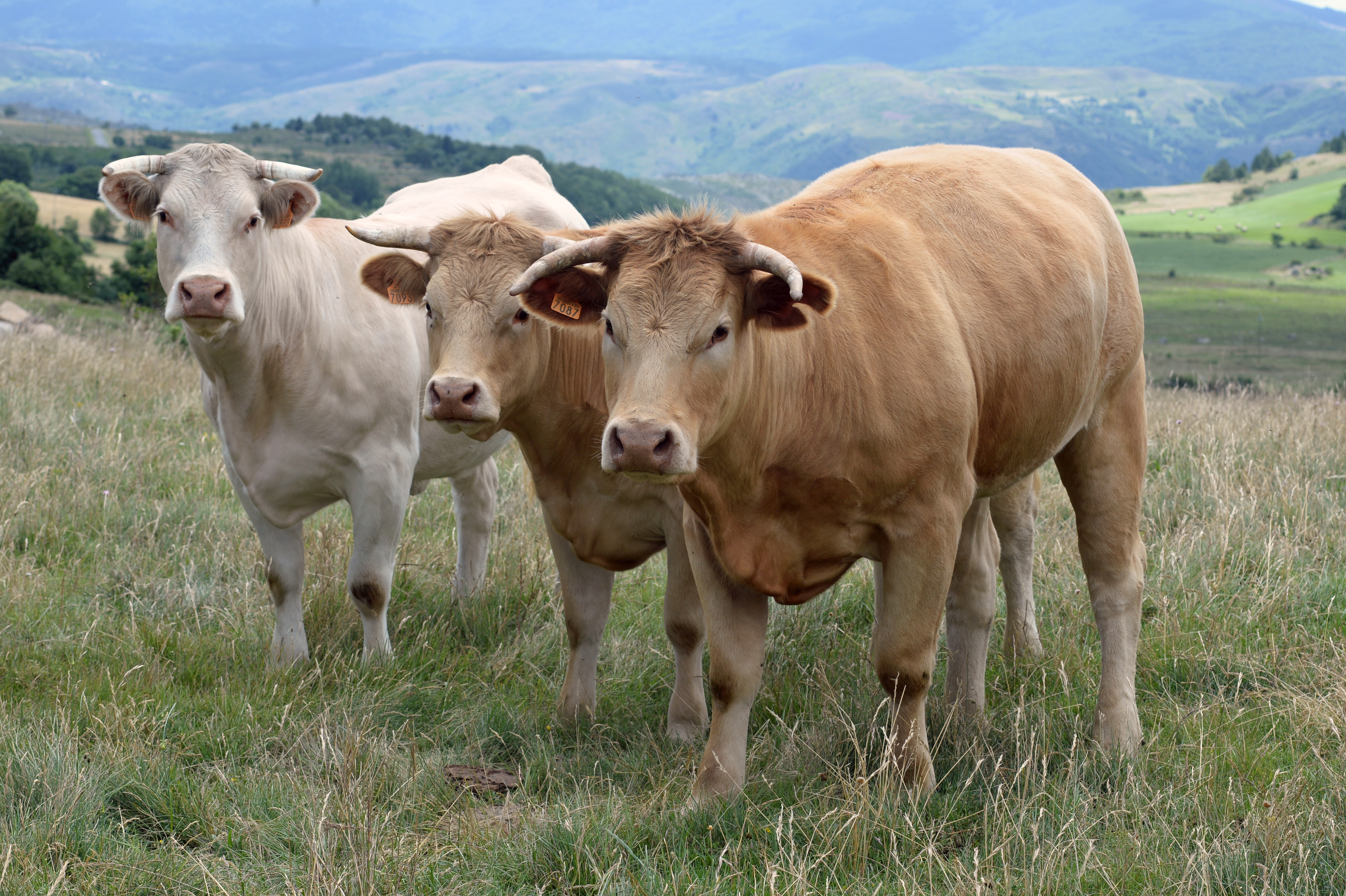
Bœuf du Maine.

Le territoire de la commune est intégré aux aires de productions de divers produits bénéficiant d'une indication géographique protégée (IGP) : le bœuf du Maine, les porcs de la Sarthe, le vin Val-de-loire, les volailles de Loué, les volailles de l’Orléanais, les volailles du Maine et les œufs de Loué,.

## Culture locale et patrimoine

### Lieux et monuments
- Château de Matval, inscrit comme monument historique en 1971.
- Église Saint-Jean-Baptiste de Bonneveau, classée monument historique en 1961.

### Personnalités liées à la commune
- Philippe Djanoumoff, photographe.

### Héraldique
|  | Les armoiries de Bonneveau se blasonnent ainsi : D'or au lion d'azur ; chaussé de sinople chargé de deux fers d'angon du champ. Création J.P Fernon (1993). |